# Encarsia noordami
Encarsia noordami är en stekelart som beskrevs av Andrew Polaszek 1995. Encarsia noordami ingår i släktet Encarsia och familjen växtlussteklar. Inga underarter finns listade i Catalogue of Life.